# پدرو آکوستا (موتورسوار)
پدرو آکوستا سانچز متولد ۲۵ می ۲۰۰۴ موتورسوار کلاس موتوجی پی از اسپانیا .
آکوستا از سنین کودکی باموتورمینی کار خودش را شروع کرد و در سال ۲۰۱۷  قهرمان مسابقات permoto3 شد سال بعد وارد مسابقات موتو۳ نوجوانان قهرمانی جهان شد در سال ۲۰۱۹ نائب قهرمان جام ردبول که مربوط به موتورسواران تازه کار است شد . در سال ۲۰۲۰ وی قهرمان جام ردبول قهرمانی جهان با ۶ برد در فصل و همچنین همزمان در مسابقات قهرمانی نوجوانان جهان در همان سال سوم شد .

## ورود به مسابقات حرفه ای
پدرو آکوستا در سال ۲۰۲۱ وارد مسابقات موتو۳ قهرمانی جهان شد و در تیم ردبول آجو در همان سال اول حضور خودش عملکرد خیره کننده ای داشت و توانست قهرمان فصل شود . 
با عملکرد خوبی که در اون سن داشت سال بعد وارد مسابقات موتو۲ شد هرچند سه برد در سال اول حضورش به دست آورد ولی با توجه به اینکه در شش مسابقه زمین خورد و ۲ مسابقه را هم به دلیل مصدومیت از دست داد پنجم فصل شد . 
اکوستا در سال دوم حضور خود در این کلاس با اقتدار قهرمان فصل شد وی توانست ۷ مسابقه رو ببرد و در مجموع در ۱۴ مسابقه آن سال روی سکو رفت . 
از سال ۲۰۲۴ به همراه تیم خود ردبو آجو با موتور کی تی ام وارد مسابقات موتوجی پی شد .

## جدول عملکرد
| فصل   | کلاس   | موتور    | تیم       | مسابقه | برد | روی سکو | پل پزیشن | Fast Lap | امتیاز | جایگاه فصل |
| ----- | ------ | -------- | --------- | ------ | --- | ------- | -------- | -------- | ------ | ---------- |
| ۲۰۲۱  | موتو۳  | کی تی ام | ردبول آجو | ۱۸     | ۶   | ۸       | ۱        | ۱        | ۲۵۹    | ۱          |
| ۲۰۲۲  | موتو۲  | کلکس     | ردبول آجو | ۱۸     | ۳   | ۵       | ۱        | ۱        | ۱۷۷    | ۵          |
| ۲۰۲۳  | موتو۲  | کلکس     | ردبول آجو | ۲۰     | ۷   | ۱۴      | ۳        | ۸        | ۳۳۲٫۵  | ۱          |
| ۲۰۲۴  | MotoGP | کی تی ام | ردبول تک۳ | ۷      | ۰   | ۲       | ۰        | ۲        | ۱۰۱*   | ۵          |
| مجموع | مجموع  | مجموع    | مجموع     | ۶۳     | ۱۶  | ۲۹      | ۵        | ۱۲       | ۸۶۹٫۵  | -          |

- *فصل در جریان است .